# Stenogrammitis delitescens
Stenogrammitis delitescens là một loài dương xỉ trong họ Polypodiaceae. Loài này được Maxon Labiak mô tả khoa học đầu tiên năm 2011.